# Geranomyia multicolor
Geranomyia multicolor är en tvåvingeart som först beskrevs av Alexander 1966.  Geranomyia multicolor ingår i släktet Geranomyia och familjen småharkrankar.
Artens utbredningsområde är Pakistan. Inga underarter finns listade i Catalogue of Life.